# Johan Rohde
Johan Gudman Rohde, né le 1er novembre 1856 à Randers et mort le 18 février 1935 à Hellerup, est un peintre et lithographe danois.

## Biographie
Rohde est le fils de l'épicier Herman Peter Rohde et d'Anne Marie, née Schmidt. Il suivit des études de médecine qui lui permirent d'accomplir ses obligations militaires comme médecin aspirant dans la marine royale danoise. Il se décida par la suite pour des études artistiques qui le menèrent d'abord à l'Académie royale du Danemark et ensuite à l'école Kroyer, puis l'école Tuxen.
Rohde eut une plus grande notoriété comme lithographe que comme peintre, notamment en exécutant des reproductions d'œuvres d'artistes comme Jean-François Millet, La mort et le bûcheron, ou Vilhelm Hammershøi, Une jeune fille.
Rohde fut le principal fondateur de la société des artistes Den Frie Udstilling (Exposition libre) qui regroupa un grand nombre d'artistes danois depuis sa fondation en 1891.

## Œuvres

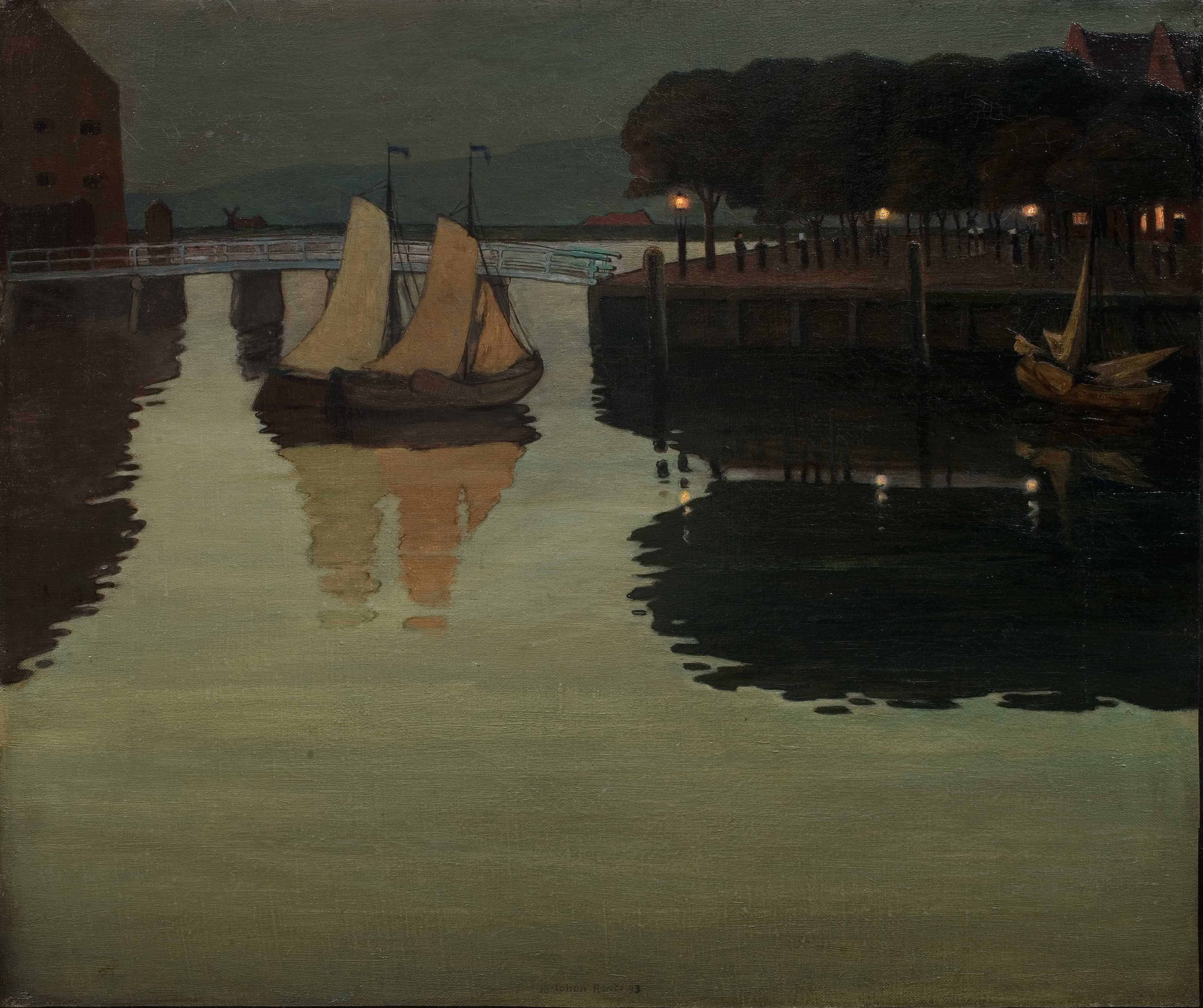
Fin de soirée sur le môle à Hoorn.

Son œuvre regroupe environ une cinquantaine de toiles et lithographies.
- Un dimanche à l'église de Karup (1889). Huile sur toile, 52,5 × 60,5 cm, Musée de Randers (Randers Kunstmuseum)
- Fin de soirée sur le môle à Hoorn (1893). Huile sur toile, 53 × 63 cm, Collection Hirschsprung (Den Hirschsprungske Samling)
- Le quartier de Sundby (rue d'Islande ?) (1923). Huile sur toile, 53 × 62 cm, Musée de la ville de Copenhague (Københavns Bymuseum)
- Litografi efter V. Hammershøi, 1871-1920